# Timmy Brown
Thomas Allen Brown (Richmond, 24 maggio 1937 – Palm Springs, 4 aprile 2020) è stato un attore e giocatore di football americano statunitense che ha militato nei ruoli di running back e kick returner nella National Football League (NFL).

## Carriera nel football
Brown fu scelto nel corso del 27º giro (313º assoluto) del Draft NFL 1959 dai Green Bay Packers, con cui disputò una sola partita. In seguito passò otto stagioni con i Philadelphia Eagles, e una con i Baltimore Colts. Segnò l'ultimo touchdown della finale del campionato NFL 1968 e la sua ultima partita fu il Super Bowl III due settimane dopo.
Brown fu convocato per il Pro Bowl nel 1962, 1963 e 1965. È l'unico giocatore nella storia di Philadelphia ad avere ritornato un kickoff per 105 yard in touchdown e l'unico Eagle (e uno dei nove giocatori di sempre) a ritornare due kickoff, da 90 e 93 yard, in touchdown nella stessa partita. Per due volte ha guidato la NFL in yard totali (nel 1962 e nel 1963).

## Palmarès
- Campionati NFL : 2

Philadelphia Eagles: 1960
Baltimore Colts: 1968

### Individuale
- Convocazioni al Pro Bowl: 3

1962, 1963, 1965
- Second-team All-Pro: 3

1963, 1965, 1966
- Formazione ideale del 75º anniversario dei Philadelphia Eagles

## Carriera da attore
Brown usò il nome "Timothy Brown" come attore, per distinguersi più chiaramente da Jim Brown, il running back dei Cleveland Browns che divenne anche lui attore.
La carriera di attore di Brown iniziò quando era ancora un giocatore attivo, con un'apparizione come ospite nella première della terza stagione della serie TV Selvaggio west, nell'episodio intitolato The Night of the Bubbling Death, trasmesso originariamente l'8 settembre 1967.
Dopo essersi ritirato dalla NFL, divenne un attore a tempo pieno, apparendo in film come M*A*S*H (1970), Sweet Sugar (1972), Black Gunn (1972), Bonnie's Kids (1973), Girls Are for Loving (1973), Dynamite Brothers (1974), Nashville (1975), Commando Zebra (1976), Black Heat (1976), Gus (1976) e Sulla strada, a mezzanotte (1990). 
Ha fatto tre apparizioni come ospite nella serie televisiva Adam-12 degli anni '60-'70 ed è apparso in un episodio della prima stagione del The Mary Tyler Moore Show insieme a John Schuck. Entrambi hanno interpretato giocatori della NFL in pensione che gareggiavano per un lavoro come telecronisti sportivi.